# Kostel svaté Kateřiny (Herálec)
Kostel svaté Kateřiny v Herálci je římskokatolický kostel zasvěcený sv. Kateřině Alexandrijské. Je farním kostelem farnosti Herálec pod Žákovou horou. Je chráněn jako kulturní památka.

## Historie
Současný pozdně barokní kostel byl dostavěn a slavnostně vysvěcen roku 1790 na místě staršího kostela, poškozeného při bouřce roku 1785. Roku 1900 byla vyměněna fasáda i střecha kostela.

## Vybavení
V kněžišti se nachází hlavní oltář se svatostánkem a s oltářním obrazem sv. Kateřiny Alexandrijské. Kromě hlavního oltáře se v přední části chrámu nalézá mariánský boční oltář. Stěny zdobí malovaná křížová cesta. Na kůru jsou umístěny varhany. Mezi další vybavení zde patří dřevěné lavice nebo křtitelnice.

## Exteriér
Kostel stojí na hřbitově s márnicí v moravské části obce.

## Galerie

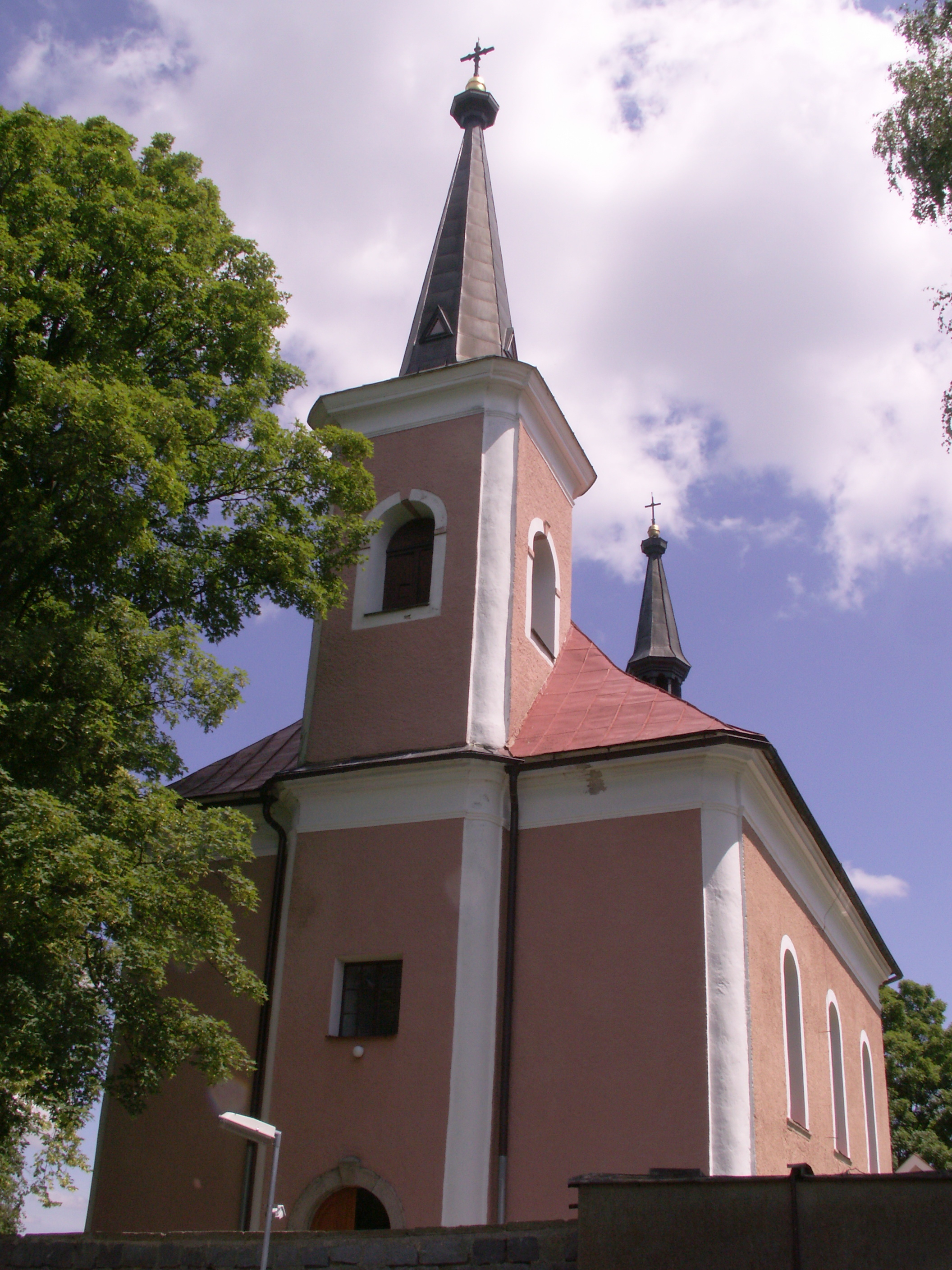
Pohled na kostel zepředu
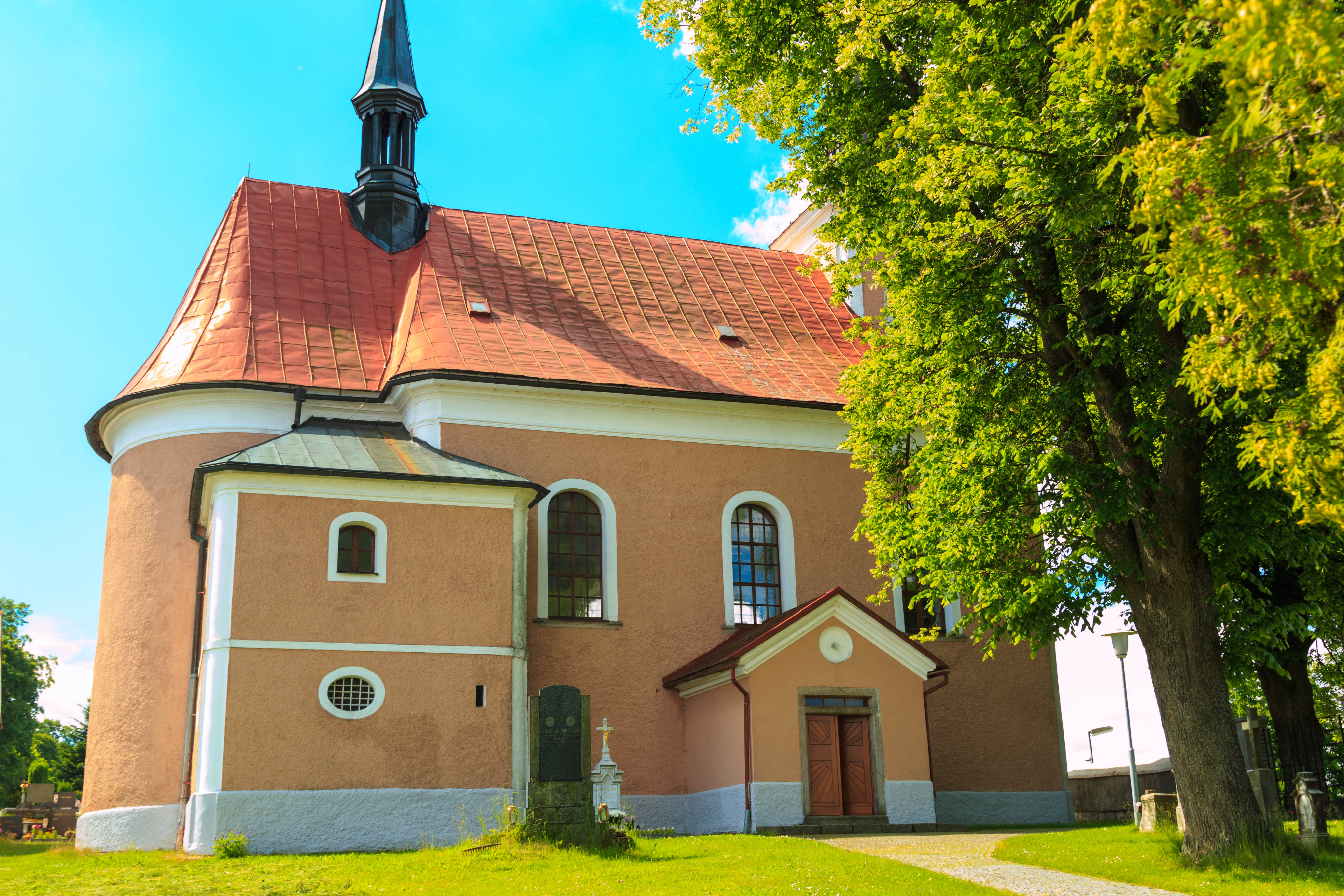
Pohled na kostel zboku
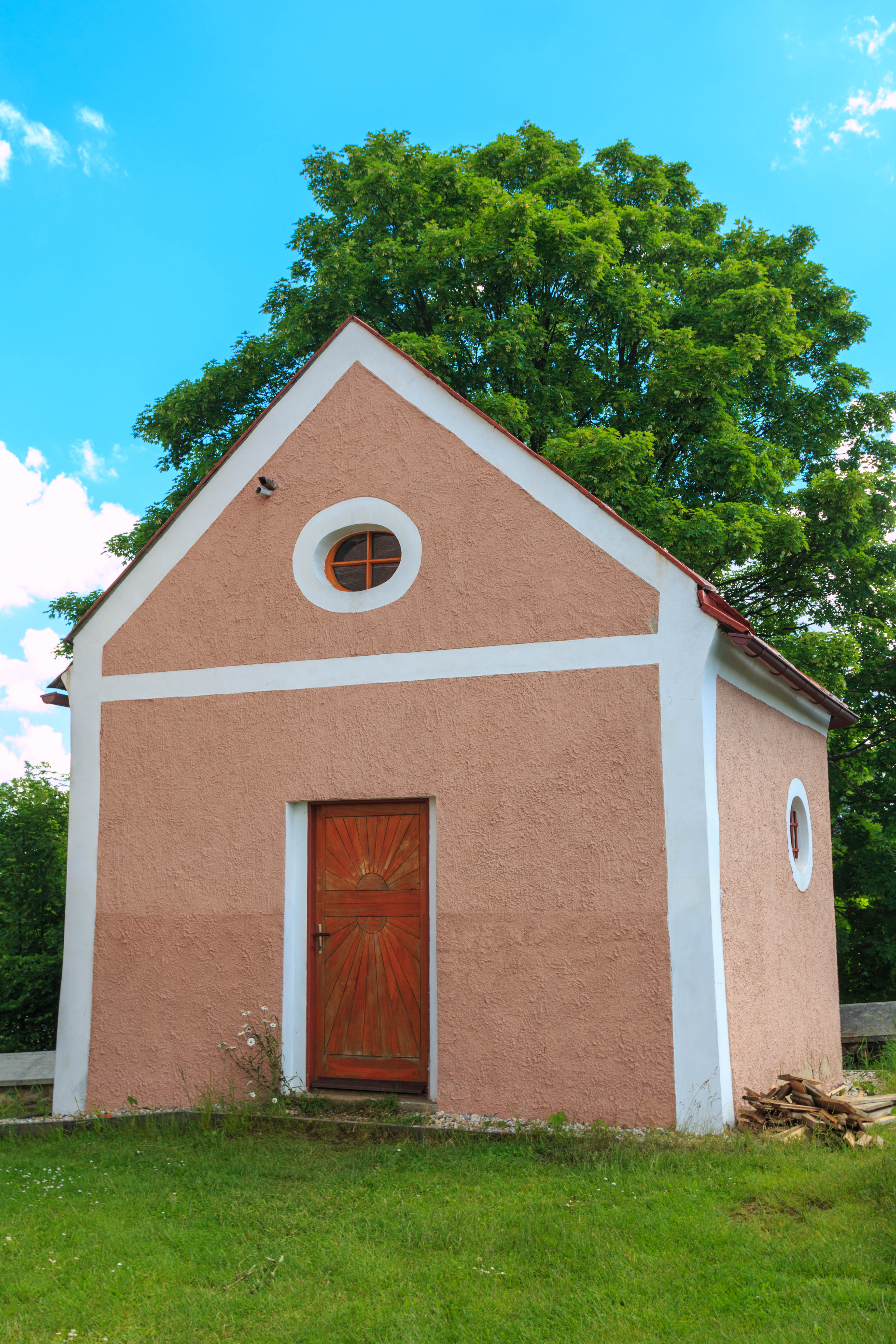
Márnice u kostela
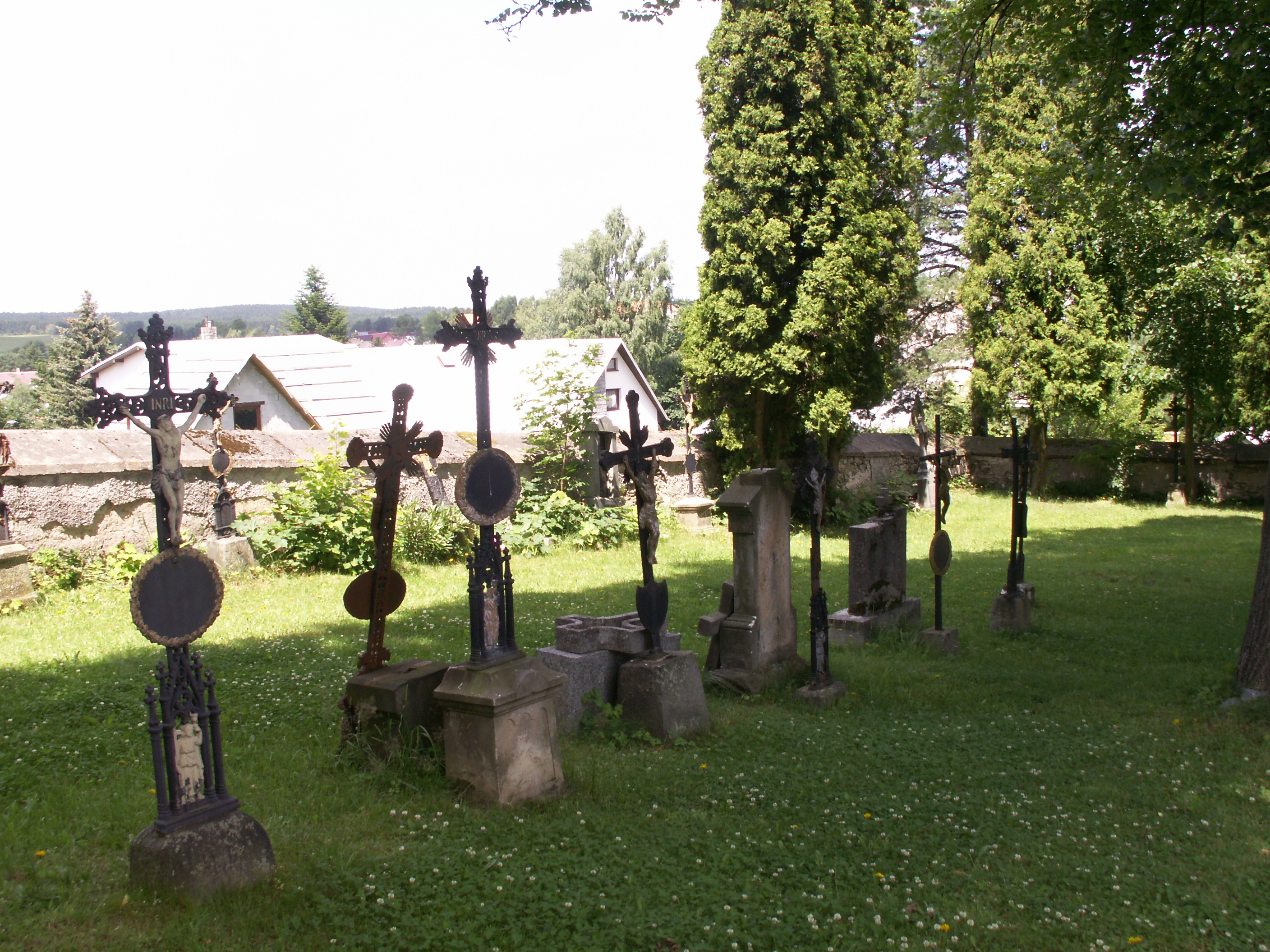
Náhrobky na hřbitově při kostele